# Colle di Pratoguerra
Colle di Pratoguerra è un rilievo degli Appennini centrali che si trova nel Lazio, nella provincia di Rieti, nel comune di Borbona.